# Il Papa

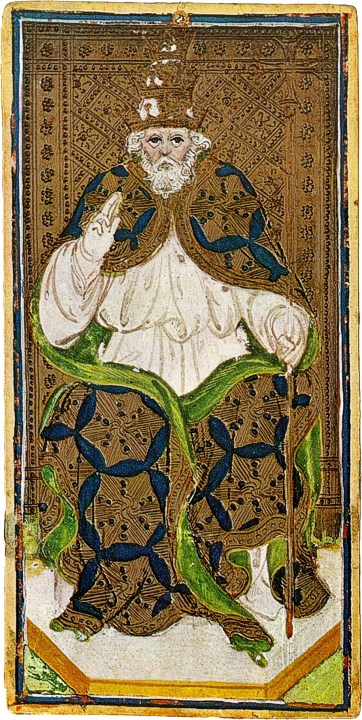
Il papa nel mazzo Visconti-Sforza.

Il Papa,  talvolta chiamato anche "Ierofante", è la quinta carta degli arcani maggiori dei tarocchi. Rappresenta la lealtà, la franchezza, il rispetto degli altri, il buon consiglio spassionato, la vocazione in tutti i suoi aspetti spirituali e materiali. È infatti colui che, mosso da una profonda vocazione, inizia i discepoli ai misteri della vita e li aiuta a superare tutte le difficoltà. Nella cartomanzia rappresenta in genere la fede.

## Rappresentazioni
In alcuni tarocchi, tiene tra le mani la triplice croce, la croce di Malta, la croce di sant'Andrea, la croce dei 3 mondi.
La croce di Malta ha 8 punte e sono dipinte sul dorso dei guanti che il Papa, in alcuni tarocchi, indossa.
Simbolo dei guanti (dove sono presenti): le mani che non accettano doni.
Sta seduto tra i due pilastri  (lo schienale) della vita e della morte, come la Papessa. Altri paragonano le due colonne a quelle del Tempio di Salomone.
Simbolo della fede religiosa e del potere religioso.
In alcuni tarocchi, ha davanti a sé due discepoli, uno con lo sguardo chino (la fede che obbedisce) e uno che guarda il papa stesso (colui che vuol comprendere e imparare). In altri tarocchi sono solo due chierici, in altri non vi è nessuno ai suoi piedi.

## Significato

### Carta dritta
Il giusto equilibrio tra lo spirito e la materia. Rappresenta l'insegnamento esemplare, che ci giunge dalle carte che precedono nella smazzata. Il Wirth gli attribuisce discrezione, riservatezza, meditazione.

### Carta rovesciata
Mette in risalto gli aspetti grotteschi del Sacro e la sua esasperazione. Diventa pertanto simbolo di falso moralismo, bigottismo, intolleranza. Il Maestro diviene un falso profeta. Rovesciata è una carta tendenzialmente negativa. Sempre per il Wirth: influenza saturnina passiva.